# Vihára
A vihára (विहार, vihāra) buddhista kolostor szanszkrit és páli nyelven.  Eredeti jelentése "visszavonulási hely sétához". A vihárák a vándorszerzetesek (bhikkhu) menedékeként szolgáltak az esős évszakban.
Az indiai Bihár állam neve a "vihára" szóból ered, utalva ezzel arra, hogy ezen a területen sok buddhista kolostor működött. A "vihára" szót átvette a maláj nyelv is, ahol úgy betűzik, hogy "biara", melynek jelentése kolostor vagy egyéb nem-muszlim vallási hely. Thaiföldön és Kínában (pinjin: jingshe; kínai: 精舎) a "vihárát" szűkebben értelmezik: kis szenthely vagy elvonulási házikó.  Thai elnevezése "vihan" (thai: วิหาร), khmer nyelven "vihear" , burmaiul, vihara (ဝိဟာရ, wḭhəɹa̰).

## Eredete

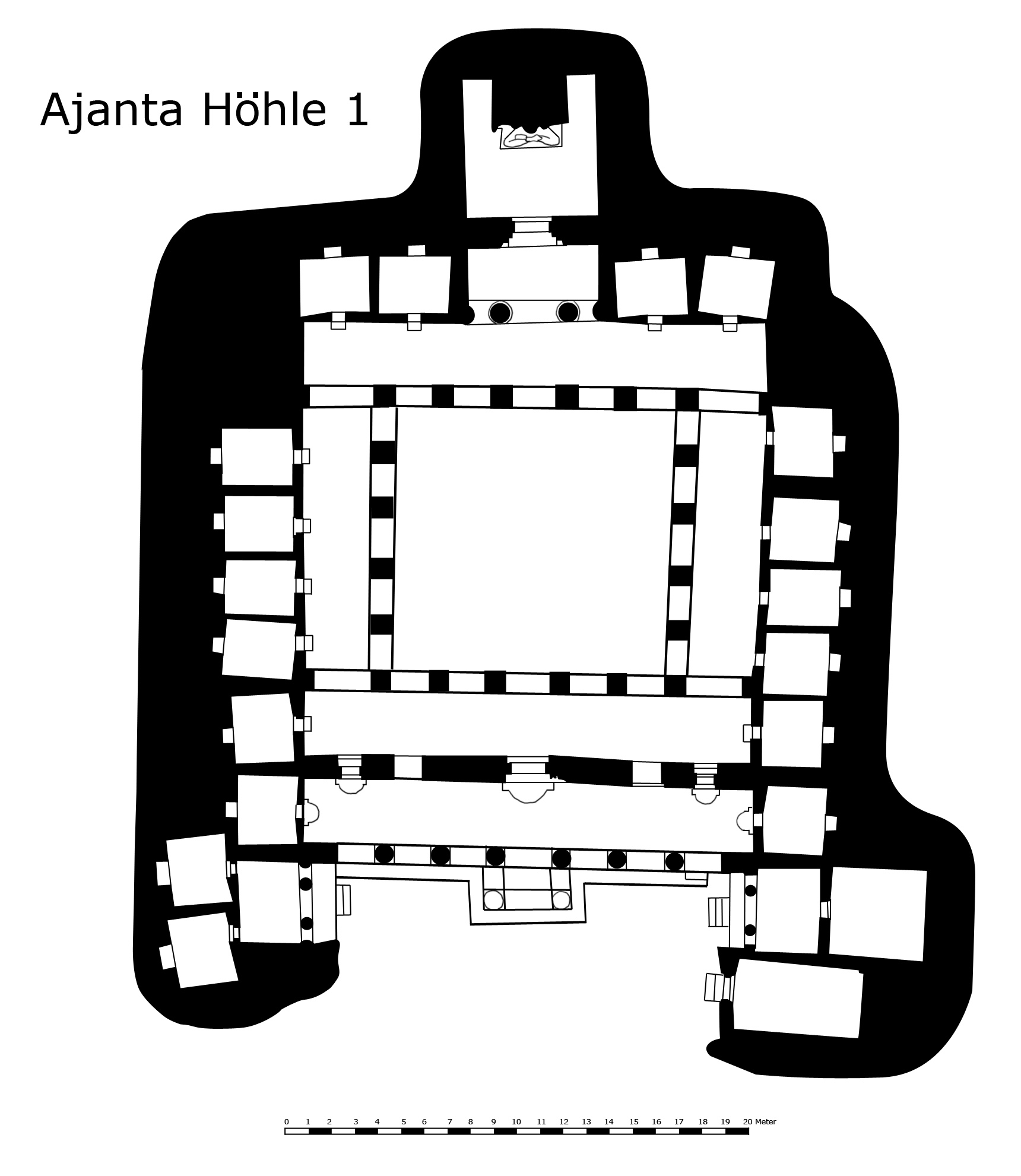
Az Adzsanta 1. barlangjának alaprajza - tipikus vihára imaterem, 5. század

A buddhizmus korai évtizedeiben a szangha (buddhista közösség) vándorszerzeteseinek nem volt állandó lakhelye. Az esős évszak alatt (lásd: vassza) ideiglenesen menedékbe vonultak. Ezek egyszerű fa építmények voltak vagy bambusznádfedeles kunyhók. Mivel az élelmezésen túl, a szerzeteseknek való fedélnyújtás erényes cselekedetnek számított, a gazdag világi hívők pazar kolostorokat építtettek (Mitra 1971) a települések közelébe, annak érdekében, hogy a szerzetesek, távol a tömeg zajától, zavartalanul meditálhassanak, viszont könnyen eljuthassanak napi alamizsna sétájuk során az emberekhez.
Emiatt ideális helyszínnek bizonyultak a kereskedelmi útvonalak a vihárák számára, amelyek gazdaságilag megerősödhettek a gazdag kereskedők adományaiból. Az 1. századtól kezdve, ahogy megnövekedett a kereslet a mahájána buddhizmus felé, a vihárák átalakultak oktatási intézményekké is.(Chakrabarti 1995)
Az i.e. 2. századra kialakult a vihárák általános építésiterve. Vagy szerkezetként építették őket, főleg Dél-India területein volt jellemző, vagy sziklába vésték, mint például a Dekkán-fennsík szentélyegyüttesei (csaitja-grihái). Ezek egy négyszögletű udvarból álltak, amelyeket apró cellákkal vettek körbe. A homlokzatot egy ajtóval törték át, az oldalához pedig gyakran építettek Buddha-szobrot (buddharúpa) tartalmazó szentélyeket. A cellákba sziklából szabták be az ágyat és a párnákat (Mitra 1971). Ez az alapelrendezés így is nagyon hasonlított a korai buddhizmus ásramjainak közösségi tereihez, amelyeket gyűrűként vettek körbe az apró kunyhók (Tadgell 1990).
Az állandó kolostorok kialakulásával szilárdult meg a "vihára" név is. Közülük néhány rendkívüli jelentőségre tett szert, amelyekből buddhista egyetemek alakultak ki, több ezer diákkal, mint például a Nálanda Egyetem.
A "vihárák" lakóira a páli kánonban található szerzetesi szabályzat, a Vinaja-pitaka vonatkozott.

## Galéria

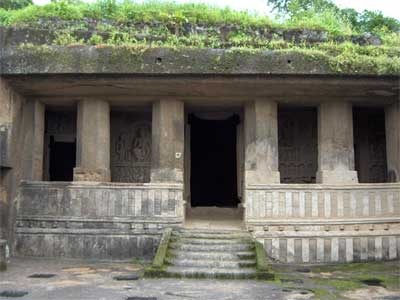
Vihára a Kanheri-barlangoknál
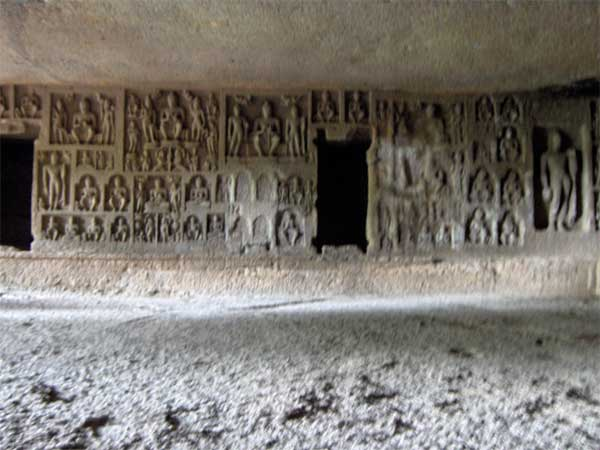
Falvésések a Kanheri-barlangoknál
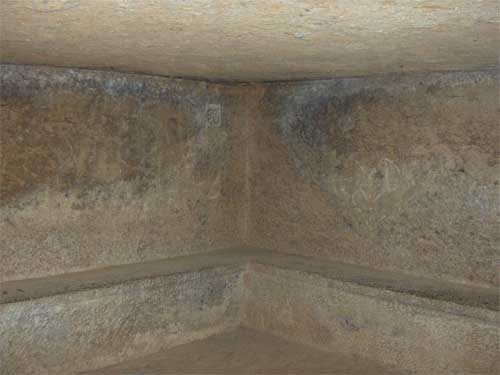
Egyszerű fekhelyek egy vihárában
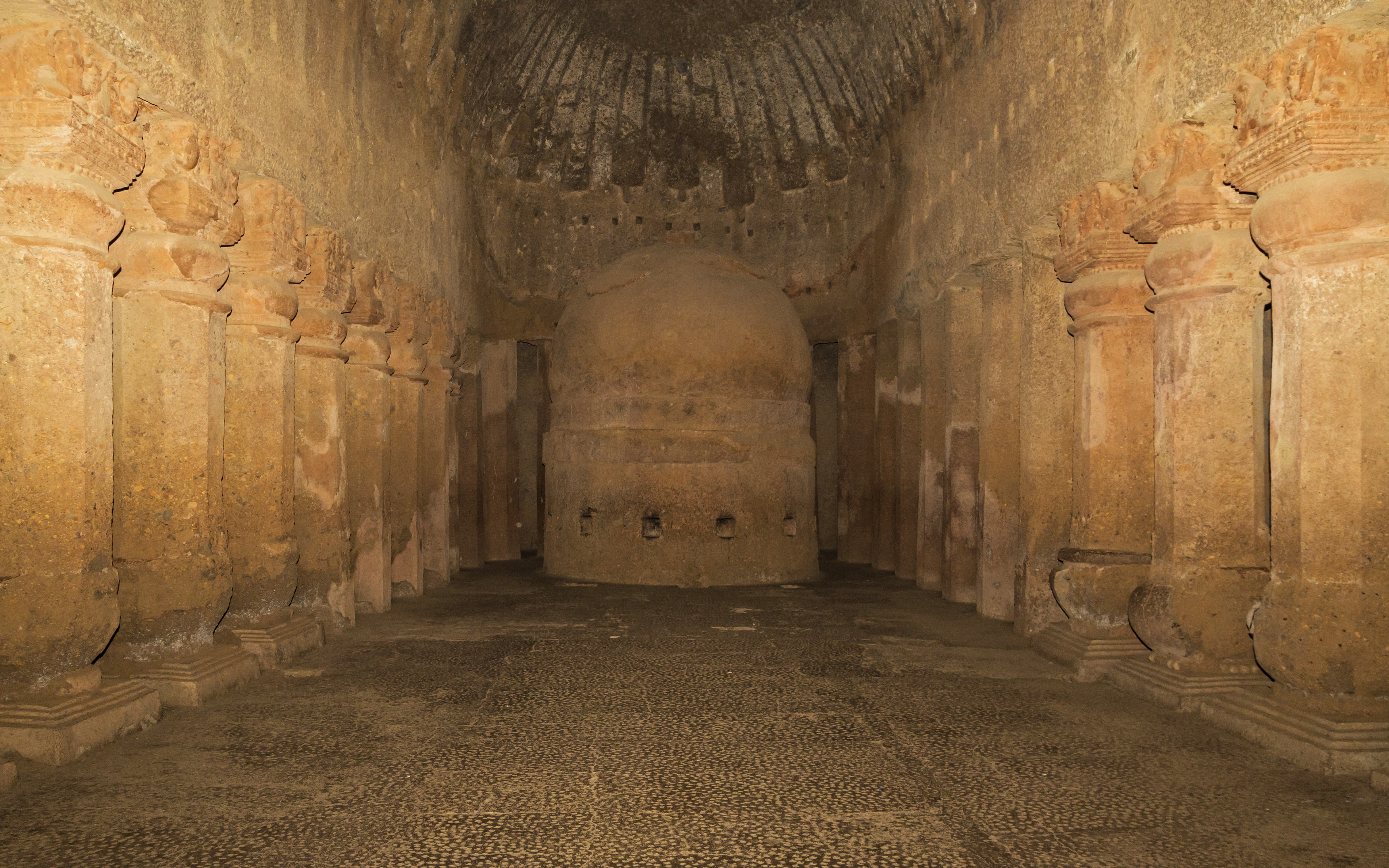
Fő vihára

## Külső hivatkozások
- Lay Buddhist Practice: The Rains Residence Archiválva 2005. április 5-i dátummal a Wayback Machine-ben - A short article on the meaning of Vassa, and its observation by lay Buddhists.
- Mapping Buddhist Monasteries  A project aiming to catalogue, crosscheck, verify and interrelate, tag and georeference, chronoreference and, finally, map online (using KML markup & Google Maps technology).